# 老虎灘

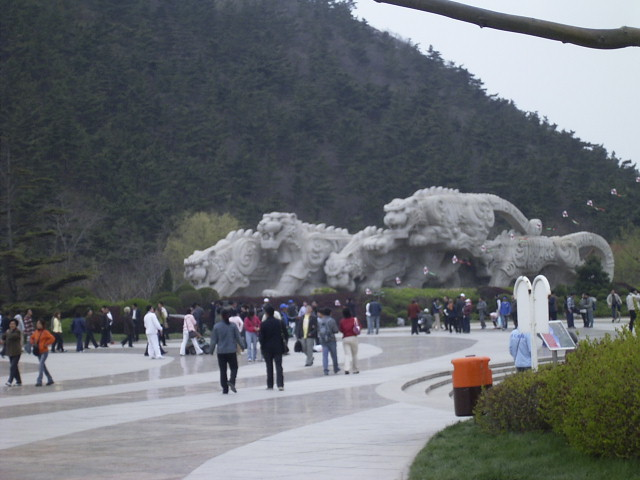
群虎彫塑（2006年5月）

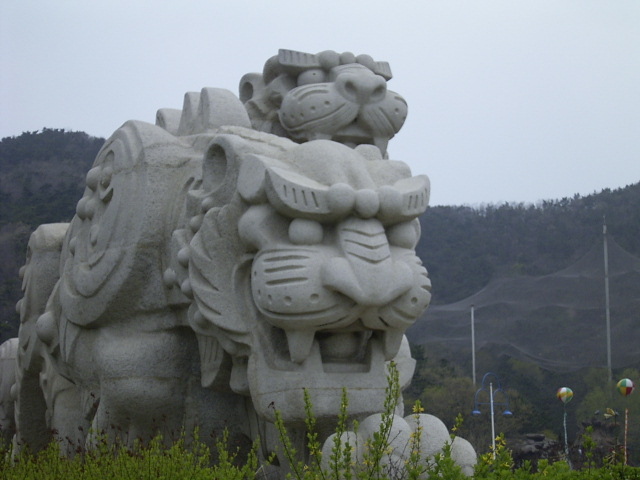
群虎彫塑・頭部アップ（2006年5月）

老虎灘（ろうこたん、ラオフータン。簡体字: 老虎滩、拼音: lǎohŭtān）は、中国遼寧省大連市南端に広がる景勝地。中国の観光地等級AAAAA（2007年認定）に認定されている。

## 概要
4kmの海岸線と断崖絶壁の岩場により形成された大連市を代表する景勝地で、老虎灘広場には中国を代表する彫刻家であり、北京オリンピックのマスコット・福娃のデザイナーとしても知られる韓美林の手による35mの巨大な6頭のトラのモニュメント「群虎彫塑（群虎彫像）」が控える。岬の突端には「老虎灘」と刻まれた石碑が建てられ、その下には老虎洞という洞穴がある。隣接する大連老虎灘海洋公園には、鳥語林（野鳥園）、白熊などの動物をはじめ、イルカ・アシカのショーを見学できる大連極地館、珊瑚館などがあり、2005年5月8日には、国家旅遊局から最高級である中国の観光地等級AAAAAに指定された。

## 伝説
昔々のある日、海の北側にある漁村に黒い色をした1匹のトラがやってきた。どこからともなくやってきたこのトラは、凶暴なこと甚だしく、村人のほとんどがやられてしまった。村に住む石槽という青年がなんとかしようとしていたが、名案が思いつかない。そのまま、海辺まで来たその時、遠くの方から若い女性の「助けて！」と叫ぶ声が聞こえてきた。無我夢中で声のする方へ行ってみると、やはりあの黒虎だった。怒りに任せ、持っていた弓を放つと、黒虎はどうと一声揚げて倒れてしまった。
起き上がった女性が石槽に感謝の言葉を述べた。彼女は東海龍宮の龍女だという。さらに、このトラは普通のトラではなく、黒虎星から凡りてきた黒虎で、南海龍宮の鎮妖宝剣でないと倒すことができないのだと言う。その宝剣を東海宮龍女に取って来てもらい、ようやく黒虎を退治することができたが、丸一日続いた激しい戦いのため、石槽も血を吐いて倒れ、そのまま死んでしまった。その事から、この海辺を老虎灘といい、南に位置する山を石槽山と言うようになった。

## 所在地
- 大連市中山区虎灘街3号

## 交通アクセス
- 大連駅からタクシーで約25分。
- バス：路線バス2、30、404系統でバス停「老虎灘」降りてすぐ。